# Proxima Centauri (ensemble instrumental)
Pour l'article concernant le système planétaire, voir Proxima Centauri.
Proxima Centauri est un ensemble de musique de chambre fondé en 1991 et consacré à la musique électroacoustique.

## Historique
L'ensemble a été créé en 1991 par Marie-Bernadette Charrier et Christophe Havel. L'ensemble est initialement composé de deux saxophones, une flûte, des percussions et un piano.
Depuis son origine, plus de deux cents œuvres ont été créées par l'ensemble, avec une volonté de créer son propre répertoire. Proxima Centauri propose une démarche artistique singulière en travaillant ses concerts en collaboration avec des scénographes, des créateurs lumière et en invitant de nombreux artistes d’autres disciplines artistiques (danseurs, plasticiens…). L'ensemble travaille ainsi avec des compagnies de danse, par exemple avec le LA Dance Project,
Outre les concerts qu'il donne en France (Auditorium de Bordeaux,  Le Rocher de Palmer, Maison de la Radio), Proxima Centauri est régulièrement invité par les festivals étrangers, notamment ceux de Bruxelles (Ars Musica), Belfast (Sonorities) ou encore lors de tournées en Allemagne, Canada, Espagne, Mexique, Chili, Pérou, Venezuela, Japon, Chine.

### L'ensemble aujourd'hui
Depuis 2020, Proxima Centauri est associé au studio de création et de recherche en informatique et musique électroacoustique (SCRIME) de l'université de Bordeaux.
L'association éponyme, rattachée à l'ensemble, lance en 2020 le festival MÀD, dédié à la création musicale contemporaine. La manifestation a lieu à travers l'agglomération bordelaise, dans des lieux tels la Méca, le Musée Mer Marine ou le cinéma Utopia,.

## Composition actuelle
- Marie-Bernadette Charrier (saxophone)
- Christophe Havel (électroacoustique)
- Hilomi Sakaguchi (piano)
- Sylvain Millepied (flûte)
- Benoit Poly (percussions)